# Dugny-sur-Meuse
Dugny-sur-Meuse és un municipi francès situat al departament del Mosa i a la regió del Gran Est. L'any 2007 tenia 1.331 habitants.

## Demografia

### Població
El 2007 la població de fet de Dugny-sur-Meuse era de 1.331 persones. Hi havia 496 famílies, de les quals 96 eren unipersonals (36 homes vivint sols i 60 dones vivint soles), 152 parelles sense fills, 196 parelles amb fills i 52 famílies monoparentals amb fills.
La població ha evolucionat segons el següent gràfic:
Habitants censats

### Habitatges
El 2007 hi havia 526 habitatges, 495 eren l'habitatge principal de la família, 3 eren segones residències i 28 estaven desocupats. 493 eren cases i 32 eren apartaments. Dels 495 habitatges principals, 415 estaven ocupats pels seus propietaris, 77 estaven llogats i ocupats pels llogaters i 3 estaven cedits a títol gratuït; 4 tenien dues cambres, 52 en tenien tres, 131 en tenien quatre i 308 en tenien cinc o més. 395 habitatges disposaven pel capbaix d'una plaça de pàrquing. A 208 habitatges hi havia un automòbil i a 245 n'hi havia dos o més.

### Piràmide de població
La piràmide de població per edats i sexe el 2009 era:
| Homes | Edats   | Dones |
| ----- | ------- | ----- |
| 0     | 95 o +  | 0     |
| 0     | 90 a 94 | 0     |
| 0     | 85 a 89 | 4     |
| 8     | 80 a 84 | 12    |
| 12    | 75 a 79 | 28    |
| 52    | 70 a 74 | 32    |
| 20    | 65 a 69 | 64    |
| 28    | 60 a 64 | 24    |
| 28    | 55 a 59 | 20    |
| 56    | 50 a 54 | 40    |
| 44    | 45 a 49 | 60    |
| 52    | 40 a 44 | 48    |
| 44    | 35 a 39 | 60    |
| 24    | 30 a 34 | 36    |
| 40    | 25 a 29 | 24    |
| 28    | 20 a 24 | 36    |
| 44    | 15 a 19 | 48    |
| 48    | 10 a 14 | 68    |
| 40    | 5 a 9   | 44    |
| 28    | 0 a 4   | 28    |

## Economia
El 2007 la població en edat de treballar era de 845 persones, 620 eren actives i 225 eren inactives. De les 620 persones actives 573 estaven ocupades (307 homes i 266 dones) i 47 estaven aturades (29 homes i 18 dones). De les 225 persones inactives 68 estaven jubilades, 80 estaven estudiant i 77 estaven classificades com a «altres inactius».

### Ingressos
El 2009 a Dugny-sur-Meuse hi havia 498 unitats fiscals que integraven 1.286 persones, la mediana anual d'ingressos fiscals per persona era de 18.155 €.

### Activitats econòmiques
Dels 30 establiments que hi havia el 2007, 1 era d'una empresa alimentària, 1 d'una empresa de fabricació d'altres productes industrials, 5 d'empreses de construcció, 8 d'empreses de comerç i reparació d'automòbils, 1 d'una empresa de transport, 2 d'empreses d'hostatgeria i restauració, 2 d'empreses financeres, 2 d'empreses immobiliàries, 1 d'una empresa de serveis, 3 d'entitats de l'administració pública i 4 d'empreses classificades com a «altres activitats de serveis».
Dels 12 establiments de servei als particulars que hi havia el 2009, 1 era una oficina de correu, 1 taller de reparació d'automòbils i de material agrícola, 2 paletes, 1 guixaire pintor, 1 fusteria, 4 perruqueries, 1 restaurant i 1 agència immobiliària.
Dels 5 establiments comercials que hi havia el 2009, 1 era una botiga de menys de 120 m², 1 una fleca, 1 una peixateria, 1 una llibreria i 1 una joieria.
L'any 2000 a Dugny-sur-Meuse hi havia 9 explotacions agrícoles.

## Equipaments sanitaris i escolars
El 2009 hi havia 1 escola maternal i 1 escola elemental.

## Poblacions més properes
El següent diagrama mostra les poblacions més properes.